# Ostrówek (powiat słupecki)
Ostrówek – wieś w Polsce położona w województwie wielkopolskim, w powiecie słupeckim, w gminie Orchowo.
W latach 1975–1998 miejscowość należała administracyjnie do województwa konińskiego.